# کنش متقابل نمادین
کنش متقابل نمادین (به انگلیسی: Symbolic Interactionism) یک نظریه جامعه‌شناختی است که از ملاحظات عملی و اشاره به استفاده خاص مردم از گویش برای ایجاد تصاویر و پیامدهای عادی، برای کسر و مکاتبه با دیگران گسترش می‌یابد. به عبارت دیگر، این یک چارچوب مرجع برای درک بهتر چگونگی تعامل افراد با یکدیگر، برای ایجاد جهان‌های نمادین است؛ و در عوض، این جهان‌ها چگونه رفتارهای فردی را شکل می‌دهند. این چارچوبی است که به درک چگونگی حفظ و ایجاد جامعه از طریق تعاملات مکرر بین افراد کمک می‌کند. روند تفسیری که بین تعاملات رخ می‌دهد به ایجاد و بازآفرینی معنا کمک می‌کند. این درک و تفسیر مشترک معانی است که بر تعامل بین افراد تأثیر می‌گذارد. افراد بر اساس فرضیه درک مشترک معنا در متن اجتماعی خود عمل می‌کنند؛ بنابراین، تعامل و رفتار از طریق معنای مشترکی تنظیم می‌شود که اشیا و مفاهیم به آنها پیوسته‌اند. از این دیدگاه، مردم در هر دو محیط طبیعی و نمادین زندگی می‌کنند. مفاهیم اساسی کنش نمادین، خود، گروه مرجع، اجرای نقش و دریافت است.
کنش متقابل نمادین از یک دیدگاه جامعه‌شناختی ناشی می‌شود که در اواسط قرن بیستم شکل گرفت و همچنان در برخی از رشته‌ها اثرگذار است. به ویژه در جامعه‌شناسی خرد و روان‌شناسی اجتماعی از اهمیت ویژه‌ای برخوردار است. این فلسفه از فلسفه عمل‌گرایی آمریکایی و به‌ویژه از کار جورج هربرت مید به عنوان یک روش عملی برای تفسیر تعاملات اجتماعی گرفته شده‌است.
رندال کالینز کنش متقابل نمادین را به عنوان مطالعه روش ایجاد جهان اجتماعی از طریق تعامل بین افراد و محیط آنها می‌داند.

## تاریخچه

### جورج هربرت مید

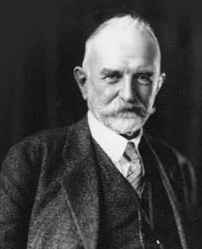
جورج هربرت مید

نظریه کنش متقابل نمادین توسط جورج هربرت مید و چارلز هورتون کولی طرح شد. مید استدلال می‌کرد خود افراد محصول اجتماعی و نیز هدفمند و خلاق هست و باورمند بود آزمون واقعی هر نظریه آنست که «در حل مسایل پیچیده اجتماعی مفید باشد.» گفته می‌شود تأثیر مید به قدری عمیق است که جامعه‌شناسان او را «بنیان‌گذار واقعی» سنت کنش متقابل نمادین می‌دانند.
اگرچه مید در بخش فلسفه تدریس می‌کرد ولی جامعه‌شناسان او را بیشتر به عنوان استادی می‌شناسند که نسلی از بهترین ذهن‌ها را در رشته خود تربیت کرده‌است. عجیب است که او هرگز ایده‌های گسترده خود را در یک کتاب یا رساله سیستماتیک ننوشت. پس از مرگ او در سال ۱۹۳۱، شاگردانش یادداشت‌ها و گفت‌وگوهای کلاس را با مربی خود گردآوری کردند و کتاب «ذهن، خود و جامعه» را به نام مید منتشر کردند. تصور اشتباهی رایج است که جان دیویی رهبر این نظریه جامعه‌شناختی بود. بر اساس کتاب «راهنمای کنش متقابل نمادین»، مید بدون شک فردی بود که «ساختار درونی نظریه را دگرگون ساخت و آن را به سطح بالاتری از پیچیدگی نظری سوق داد.»
- ذهن، خود و جامعه کتابی است که دانشجویان مید بر اساس سخنرانی‌ها و تدریس او منتشر کرده‌اند و عنوان کتاب، مفهوم اصلی کنش متقابل اجتماعی را برجسته می‌سازد:
- ذهن به توانایی فرد در استفاده از نمادها برای ایجاد معانی برای دنیای اطراف فرد اشاره دارد - افراد برای دستیابی به این هدف از زبان و فکر استفاده می‌کنند.
- خود به توانایی فرد برای تأمل در نحوه ادراک فرد توسط دیگران اشاره دارد و در نهایت، به گفته مید،
- جامعه جایی است که همه کنش‌های متقابل در آن رخ می‌دهد.

توصیف کلی از ترکیب‌های مید نشان می‌دهد که چگونه بیرون ساختار اجتماعی، طبقه اجتماعی، و قدرت و سوء استفاده بر پیشرفت خود، شخصیت برای گردهمایی‌هایی تأثیر می‌گذارد که به‌طور قابل تأییدی از توانایی شخصیت‌پردازی خود محروم هستند.

### هربرت بلومر
هربرت بلومر، شاگرد و مفسر اندیشه مید، این اصطلاح را ابداع کرد و چکیده‌ای اثرگذار ارائه نمود: مردم بر اساس معنایی که چیزها از پیش دارند، به شیوه خاصی نسبت به چیزها رفتار می‌کنند و این معانی از کنش متقابل اجتماعی ایجاد و از طریق تفسیر اصلاح می‌شوند. بلومر یک ساخت‌گرایی اجتماعی و تحت تأثیر جان دیویی بود. به این ترتیب، این نظریه بسیار مبتنی بر پدیدارشناسی است. با توجه به اینکه بلومر نخستین کسی بود که از اصطلاح کنش متقابل نمادین استفاده کرد، به عنوان بنیانگذار کنش متقابل نمادین شناخته می‌شود. او باورمند بود «بیشترین فعالیت انسان و انسانی که مردم انجام می‌دهند، گفتگو با یکدیگر است.» به گفته بلومر، گروه‌های انسانی توسط افراد ایجاد می‌شوند و تنها اعمال بین آنهاست که جامعه را تعریف می‌کند.
بلومر استدلال کرد افراد با کنش متقابل و از طریق تعامل می‌توانند «نمادهای مشترکی را با تأیید، تنظیم و تعریف، بازتولید کنند.» بر همین اساس، با کنش متقابل، تبادل تفسیر دوجانبه و در نتیجه زمینه اجتماعی شدن شکل می‌گیرد.

### نظریه‌پردازان دیگر
چارلز هورتون کولی و ویلیام ایزاک توماس در حالی که کار اثرگذاری در این نظریه نداشتند ولی به عنوان نمایندگان اثرگذار این نظریه در نظر گرفته می‌شوند.
- کار کولی در ارتباط با جامعه و افراد بر کار مید بیشتر تأثیر گذاشت. کولی احساس می‌کرد جامعه و افراد را فقط در رابطه با یکدیگر می‌توان درک کرد. مفهوم «خودآینه‌سان» از کولی بر نظریه خود و کنش متقابل نمادین مید تأثیر گذاشت.[۱۲]
- ویلیام ایزاک توماس نیز به عنوان نماینده نظریه کنش متقابل نمادین شناخته می‌شود. کار اصلی او نظریه انگیزه انسانی بود که به بررسی تعامل افراد با منابع اجتماعی رفتارها می‌پردازد.[۱۳] او کوشید تا «رویکرد روش‌شناختی مناسب به زندگی اجتماعی را تبیین کند. نظریه انگیزه انسانی را توسعه دهد؛ یک مفهوم کاربردی از جامعه‌پذیری بزرگسالان را بیان کند؛ و دیدگاه درستی از انحراف و بی‌سازمانی ارائه دهد.»[۱۴] اکثر پژوهشگران با توماس موافق هستند.[۱۵]
- دو نظریه‌پرداز دیگر که بر نظریه کنش متقابل نمادین تأثیر گذاشته‌اند، یرجو انگستروم و دیوید میدلتون هستند. انگستروم و میدلتون سودمندی کنش متقابل نمادین در زمینه ارتباطات را در حوزه‌های مختلف کاری، از جمله محاکم قضایی، مراقبت‌های بهداشتی، طراحی نرم‌افزار کامپیوتری، آزمایشگاه علمی، فروش تلفنی، کنترل، تعمیر و نگهداری سیستم‌های تولید پیشرفته توضیح دادند.[۱۶]
- سایر پژوهشگرانی که به خاطر سهم خود در این نظریه اعتبار دارند عبارتند از: توماس، پارک، جیمز، کولی، فلوریان زنانیتسکی، بالدوین، ردفیلد و ویرث.[۱۱] بر خلاف سایر علوم اجتماعی، کنش متقابل نمادین به جای فرهنگ، طبقه و قدرت بر ایده‌های کنش تأکید بیشتری دارد.
- بر اساس رفتارگرایی، داروینیسم، پراگماتیسم و همچنین نظریه کنش ماکس وبر به شکل‌گیری نظریه کنش متقابل اجتماعی به عنوان یک دیدگاه نظری در مطالعات ارتباطی کمک چشمگیری کرد.[۳]

## مفروضات، مقدمات و روش پژوهش

### مفروضات
بیشتر کنش متقابل‌گرایان نمادین باور دارند واقعیت فیزیکی در واقع با تعاریف اجتماعی فرد وجود دارد و تعاریف اجتماعی به‌طور جزئی یا در رابطه با چیزی «واقعی» ایجاد می‌شوند؛ بنابراین مردم مستقیماً به این واقعیت پاسخ نمی‌دهند بلکه به درک اجتماعی واقعیت پاسخ می‌دهند. به عنوان مثال، آنها به‌طور غیرمستقیم از راه نوعی فیلتر که از دیدگاه‌های مختلف افراد تشکیل شده‌است، به این واقعیت پاسخ می‌دهند. این بدان معناست که انسان‌ها نه در فضای فیزیکی متشکل از واقعیت‌ها بلکه در «جهان» وجود دارند که فقط از «اشیا» تشکیل شده‌است.
سه فرض در چهارچوب کنش متقابل نمادین:
1. افراد از طریق فرایند ارتباط معنا سازی می‌کنند.
2. خودانگاره انگیزه‌ای برای رفتار است.
3. رابطه منحصر به فردی بین فرد و جامعه وجود دارد.

### مقدمات
با تعریف برخی از مفروضات اساسی کنش متقابل نمادین، لازم است به مقدماتی پرداخته شود که هر فرض پشتیبانی می‌کند. براساس نظر بلومر (۱۹۶۹)، سه فرضیه وجود دارد که می‌توان از مفروضات فوق استخراج کرد:
۱)انسان‌ها براساس معانی که برای چیزها قایل می‌شوند نسبت به اشیا عمل می‌کنند.
مقدمه اول شامل همه چیزهایی است که یک انسان ممکن است در دنیای خود یادداشت کند، از جمله اشیا فیزیکی، اعمال و مفاهیم. اساساً، افراد براساس معانی شخصی که فرد قبلاً به این موارد داده‌است، نسبت به اشیا و دیگران رفتار می‌کنند. بلومر سعی داشت بر معنای رفتارهای فردی، به ویژه صحبت کردن، توضیحات روان‌شناختی و جامعه‌شناختی برای این اعمال و رفتارها تأکید کند.
۲) معنای چنین چیزهایی از کنش متقابل اجتماعی فرد با دیگران و جامعه مشتق یا ناشی می‌شود.
مقدمه دوم توضیح می‌دهد که معنای چنین چیزهایی از کنش متقابل اجتماعی فرد با انسان‌های دیگر ناشی می‌شود یا ناشی از آن است. بلومر، بدنبال مید، ادعا کرد مردم به‌جای اینکه فقط به کنش‌های یکدیگر واکنش نشان دهند، با تفسیر یا تعریف کنش‌های یکدیگر کنش متقابل می‌کنند. «پاسخ» آنها مستقیماً به کنش‌های یکدیگر داده نمی‌شود بلکه در عوض بر اساس معنایی است که آنها برای چنین کنش‌هایی قایل هستند؛ بنابراین، کنش متقابل انسان با استفاده از نمادها و دلالت، با تفسیر یا با اطمینان یافتن از معنای کنش‌های یکدیگر انجام می‌شود. معنا امری بدیهی تلقی می‌شود و به عنوان عنصری غیرمهم که نیازی به بررسی ندارد کنار گذاشته می‌شود یا به عنوان یک پیوند خنثی صرف یا یکی از تحلیل ریشه‌ای علت بین علل یا عوامل مسئول رفتار انسان و این رفتار به عنوان محصول چنین عواملی تلقی می‌شود.
۳) معانی یک فرایند تفسیری مورد استفاده قرار می‌گیرد و شخص از آن در برخورد با مواردی استفاده می‌کند که با آن روبرو می‌شود.
کنش‌گرایان نمادین تفکر را به عنوان یک مکالمه درونی توصیف می‌کنند. مید این گفت‌وگوی درونی را «ذهن‌سازی» نامید یعنی تأخیر در فرایند فکری که زمانی اتفاق می‌افتد که فرد به آن چیزی فکر می‌کند که در آینده انجام خواهد داد. این معانی در یک فرایند تفسیری بررسی و اصلاح می‌شوند. این فرایند به شکل «تعامل با خود» یا «در نظر گرفتن در نظر گرفتن» اتفاق می‌افتد. توسط شخص در برخورد با چیزهایی که با آن مواجه می‌شود استفاده می‌شود. ما به‌طور طبیعی با خود صحبت می‌کنیم تا معنای یک موقعیت دشوار را بفهمیم. اما ابتدا به زبان نیاز داریم. قبل از اینکه بتوانیم فکر کنیم، باید بتوانیم به صورت نمادین تعامل داشته باشیم. تأکید بر نمادها، معنای مورد مذاکره و ساخت اجتماعی جامعه توجه مردم را به نقش ایفا می‌کند. نقش‌پذیری مکانیزمی کلیدی است که به افراد امکان می‌دهد دیدگاه شخص دیگری را ببینند تا بفهمند یک عمل برای شخص دیگری چه معنایی دارد. نقش آفرینی بخشی از زندگی ما در سنین پایین است، به عنوان مثال، خانه بازی و تظاهر به شخص دیگری. یک کیفیت بداهه در نقش‌ها وجود دارد. با این حال، کنشگران اراده آزاد اغلب فیلمنامه ای را بر عهده می‌گیرند که از آن پیروی می‌کنند. به دلیل نامشخص بودن نقش‌ها در زمینه‌های اجتماعی، بار نقش آفرینی بر دوش فرد در موقعیت است. از این نظر، ما در محیط خود شرکت کنندگان فعالی هستیم.
۴) این میل ذاتی انسان برای به کسب پاداش‌های روان‌شناختی بالقوه از کنش متقابل با دیگران است که ما را به ایجاد واقعیت‌های فیلتر شده از طریق کنش متقابل اجتماعی تشویق می‌کند.
برخی از کنش‌گرایان نمادین به پیوند عمیق تمایل به پاداش روان‌شناختی بالقوه بین افراد و واقعیت‌های اجتماعی ساخته‌شده مربوط اشاره می‌کنند که معمولاً به عنوان «جامعه» شناخته می‌شود. این متخصصان تأیید کرده‌اند که یک پیش‌فرض اساسی برای تحلیل و تشریح کنش متقابل نمادین، پاداش روان‌شناختی است که افراد را به ایجاد ارتباط با دیگران و ایجاد معنا از طریق کنش متقابل اجتماعی سوق می‌دهد. ما به عنوان انسان به‌طور غریزی افرادی را تشخیص می‌دهیم که می‌خواهیم با آنها ارتباط داشته باشیم، پیش از اینکه تعاملی را با آنها آغاز کنیم، از نظر جسمی یک عجله عاطفی درونی را تجربه می‌کنیم که ما را تشویق می‌کند تا تعامل را آغاز کنیم، بنابراین شروع به شکل‌گیری واقعیت‌های اجتماعی مختلف می‌کند که کنش متقابل نمادین نمادین را قادر به بررسی می‌سازد یعنی این خواسته‌های ما برای پاداش‌های عاطفی است که نظریه کنش متقابل نمادین را ممکن و قابل اجرا می‌کند.

### روش پژوهش
اکثر پژوهش‌های کنش متقابلی از روش‌های پژوهش کیفی، مانند مشاهده همراه با مشارکت، برای مطالعه جنبه‌های تعامل اجتماعی یا خود افراد استفاده می‌کنند. مشاهده همراه با مشارکت به پژوهشگران اجازه می‌دهد تا به نمادها و معانی دسترسی پیدا کنند، همان‌طور که در آثار هنری هوارد بکر و آرلی هوچشیلد در قلب مدیریت شده وجود دارد. آنها استدلال می‌کنند تماس نزدیک و غوطه‌وری در فعالیت‌های روزمره مشارکت کنندگان برای درک معنای کنش‌ها، تعریف موقعیت‌ها و فرایندی ضروری است که کنشگران با تعامل خود شرایط را ایجاد می‌کنند. به دلیل این تماس نزدیک، تعاملات نمی‌توانند کاملاً از تعهدات ارزشی آزاد شوند. در بیشتر موارد، آنها از ارزش‌های خود در انتخاب چیزی استفاده می‌کنند که آن را مطالعه کنند. با این حال، آنها می‌خواهند در چگونگی انجام پژوهش، عینی باشند؛ بنابراین، رویکرد کنش متقابل نمادین یک جهت‌گیری در سطح خرد است که بر تعامل انسان در موقعیت‌های خاص متمرکز است.

## پنج ایده اصلی
براساس نظر جوئل م. شارون (۲۰۰۴) پنج ایده اصلی برای کنش متقابل نمادین وجود دارد:
1. انسان باید به عنوان یک فرد اجتماعی درک شود. این جستجوی مداوم برای کنش متقابل اجتماعی است که ما را وادار به انجام کاری می‌کند. به جای تمرکز روی فرد و شخصیت او یا در چگونگی ایجاد جامعه یا وضعیت اجتماعی رفتار انسان، کنش متقابل نمادین بر فعالیت‌هایی متمرکز است که بین بازیگران انجام می‌شود. کنش متقابل واحد اصلی مطالعه است. افراد از طریق کنش متقابل ایجاد می‌شوند؛ جامعه نیز از طریق کنش متقابل اجتماعی ایجاد می‌شود. آنچه که ما انجام می‌دهیم به کنش متقابل با دیگران در اوایل زندگی ما بستگی دارد و این به فعل و انفعالات ما بستگی دارد. کنش متقابل اجتماعی در کارهایی که انجام می‌دهیم مهم است. اگر می‌خواهیم علت را بفهمیم بر کنش متقابل اجتماعی تمرکز کنید.
2. انسان را باید به عنوان موجودی متفکر درک کرد. کنش انسانی نه تنها کنش متقابل در میان افراد بلکه کنش متقابل درون فردی است. این ایده‌ها یا نگرش‌ها یا ارزش‌های ما نیستند که به اندازه روند مداوم و مداوم تفکر مهم باشند. ما به سادگی مشروط نیستیم، ما صرفاً موجوداتی نیستیم که تحت تأثیر اطرافیان قرار بگیریم، ما صرفاً تولیدات جامعه نیستیم. ما، تا هسته اصلی خود، حیواناتی هستیم که فکر می‌کنیم، در هنگام کنش متقابل با دیگران، همیشه با خودمان صحبت می‌کنیم. اگر می‌خواهیم علت را درک کنیم، بر تفکر انسان تمرکز کنید.
3. انسان‌ها محیط خود را مستقیماً درک نمی‌کنند، در عوض، انسان وضعیتی را تعریف می‌کند که در آن قرار دارد. ممکن است یک محیط در واقع وجود داشته باشد ولی تعریف ما از آن مهم است. تعریف به سادگی به‌طور تصادفی اتفاق نمی‌افتد. در عوض، نتیجه کنش متقابل و تفکر اجتماعی مداوم است.
4. علت عمل انسان نتیجه آن چیزی است که در وضعیت فعلی ما اتفاق می‌افتد. علت در کنش متقابل اجتماعی فعلی، تفکر فعلی و تعریف فعلی آشکار می‌شود. این برخوردهای جامعه با ما در گذشته نیست که باعث عمل می‌شود و نه تجربه گذشته ماست که باعث می‌شود. در عوض، کنش متقابل اجتماعی، تفکر، تعریفی از وضعیتی است که در زمان حال رخ می‌دهد. گذشته ما اساساً وارد عمل ما می‌شود زیرا به آن فکر می‌کنیم و آن را در تعریف وضعیت فعلی به کار می‌بریم.
5. انسان‌ها در ارتباط با محیط خود به عنوان موجودی فعال توصیف می‌شوند. کلماتی مانند شرطی کردن، پاسخ دادن، کنترل شده، زندانی و شکل گرفته برای توصیف انسان در تعامل نمادین استفاده نمی‌شود. برخلاف دیگر دیدگاه‌های علمی - اجتماعی، تصور نمی‌شود که انسان نسبت به محیط پیرامون خود منفعل باشد بلکه به‌طور فعال در کاری که انجام می‌دهد نقش دارد."

## مضامین کنش متقابل مرکزی
از دیدگاه مفهومی بلومر، او آنها را در سه گزاره اصلی قرار داد:
1. اینکه مردم نسبت به چیزها، از جمله یکدیگر، بر اساس معانی رفتار کنند که برای آنها دارند.
2. اینکه این معانی از طریق کنش متقابل اجتماعی با دیگران به دست می‌آیند.
3. اینکه این معانی از طریق یک فرایند تفسیری مدیریت و دگرگون می‌شوند که مردم از آن برای درک و مدیریت اشیایی که جهان‌های اجتماعی آنها را تشکیل می‌دهند استفاده می‌کنند.

این دیدگاه را می‌توان به عنوان سه اصل اصلی یعنی معنا، زبان و تفکر نیز توصیف کرد که در آن سازه‌های اجتماعی شکل می‌گیرد. اصل معنا محور رفتار انسان است. زبان با ارائه ابزار به نمادها معنا می‌بخشد. این نمادها روابط اجتماعی انسان‌ها را از حیوانات متمایز می‌کند. انسان‌ها با معنا بخشیدن به نمادها می‌توانند این موارد را با زبان بیان کنند. به نوبه خود، نمادها اساس ارتباطات را تشکیل می‌دهند. نمادها به اجزای ضروری برای شکل‌گیری هر نوع کنش ارتباطی تبدیل می‌شوند. سپس تفکر، تفسیر افراد را در رابطه با نمادها تغییر می‌دهد.
برخی از کنش متقابل‌گرایان نمادین مانند اروینگ گافمن به نقایص آشکار مفهوم پیشگام مید اشاره کرده بودند که بر اساس آن کنش متقابل نمادین معاصر بنا شده‌است، این مفهوم کنش متقابل نمادین مدرن را تحت تأثیر قرار داده‌است تا به جای نگرانی‌های جامعه‌شناختی، برای درک دغدغه‌های روان‌شناختی - اجتماعی مساعدتر باشد. به عنوان مثال، در طول تجزیه و تحلیل کنش متقابل نمادین، نوسانات احساسی شرکت کنندگان که به‌طور اجتناب ناپذیری مستلزم آن هستند، اغلب نادیده گرفته می‌شوند، زیرا آنها برای اندازه‌گیری بسیار پیچیده و فرار هستند. وقتی شرکت‌کنندگان برای شرکت در فعالیت‌های خاصی انتخاب می‌شوند که بخشی از روال عادی روزانه آنها نیست، ناگزیر از نظر روانی در شرکت‌کنندگان اختلال ایجاد می‌کند و باعث می‌شود افکار خود به خودی به جریان بیفتند که به احتمال زیاد شرکت‌کنندگان را از رفتارهای عادی خود دور می‌کند. این تغییرات روانی می‌تواند منجر به نوسانات عاطفی شرکت کنندگان شود که خود را در واکنش‌های شرکت کنندگان نشان می‌دهد؛ بنابراین، سوگیری‌های تولیدی که سوگیری‌های ذکر شده قبلی را خواهد داشت. این نقد عدم بررسی دقیق روی پردازش ذهنی درونی شرکت کنندگان از محیطشان را آشکار کرد که آغازگر قوای استدلال و مذاکره است که تعامل گرایی نمادین معاصر نیز منعکس کننده آن است. از این پس، تعصب یک پدیده صرفاً روان‌شناختی نیست، بلکه می‌توان آن را از منظر کنش‌گرایی نمادین تفسیر کرد و بنای افراد را از واقعیت اجتماعی در نظر گرفت.

### چهار اصلِ اسنو
با توجه به کارهای پیشین بلومر، دیوید اس. اسنو، استاد جامعه‌شناسی در دانشگاه کالیفرنیا، ارواین، چهار اصل جهت‌گیری گسترده‌تر و حتی اساسی‌تر را پیشنهاد می‌کند: اختیار انسانی، تعیین کنش متقابلی، نمادسازی و ظهور. اسنو از این چهار اصل به عنوان مبانی موضوعی برای شناسایی و بحث در مورد مشارکت در مطالعه جنبش‌های اجتماعی استفاده می‌کند.
1. اختیار انسانی: بر شخصیت فعال، اراده، هدف‌جویی کنشگران انسانی تأکید دارد. تأکید بر کارکرد توجه را بر آن دسته از کنش‌ها، رویدادها و لحظات زندگی اجتماعی معطوف می‌دارد که عمل فعالانه به‌ویژه قابل لمس است.
2. تعیین کنش متقابلی: مشخص می‌کند درک موضوعات اصلی تجزیه و تحلیل، خواه خود مفاهیم، هویت‌ها، نقش‌ها، کارکردها یا حتی جنبش‌های اجتماعی باشند. اساساً این بدان معناست که هیچ‌یک از افراد، جامعه، خود یا دیگران فقط در ارتباط با یکدیگر وجود ندارند و بنابراین فقط از طریق کنش متقابل آنها کاملاً قابل درک است.
3. نمادسازی: فرایندهایی را نشان می‌دهد که از طریق آنها رویدادها و شرایط، مصنوعات، افراد و سایر ویژگی‌های محیطی که معانی خاصی به خود می‌گیرند، تقریباً فقط به یک اشیای جهت‌گیری تبدیل می‌شوند. رفتار انسان تا حدی منوط به آن چیزی است که هدف جهت‌گیری نماد یا معنی آن است.
4. ظهور: با تمرکز بر جنبه فرایند و غیرعادی زندگی اجتماعی، نه تنها بر سازمان و بافت زندگی اجتماعی بلکه معنا و احساسات مرتبط نیز تمرکز می‌کند. اصل ظهور ما را نه تنها به احتمال شکل‌های جدید زندگی اجتماعی و معنای نظام بلکه به تحولات موجود در اشکال موجود سازمان اجتماعی نشان می‌دهد.[۲۴]

### کاربردها
کنش متقابل نمادین می‌تواند برای توضیح هویت فرد از نظر نقش‌ها به‌عنوان ایده‌ها و اصول در مورد «چه باید کرد» در یک موقعیت معین، همان‌طور که توسط هویت ذکر شده‌است، مورد استفاده قرار گیرد. هویت کنش متقابل نمادین در ۳ دسته موقعیتی، شخصی و اجتماعی قرار می‌گیرد. هویت موقعیتی به توانایی در نظر گرفتن خود مانند دیگران اشاره دارد. این اغلب یک نمای فوری است زیرا کوتاه است ولی می‌تواند بسیار اثرگذار باشد. از این تجربه، فرد می‌خواهد خود را از دیگران متمایز کند و هویت شخصی به وجود می‌آید. این دیدگاه زمانی است که فرد بخواهد خود به خاطر آنچه که واقعاً هست شناخته شود و نه از دیدگاه دیگران. از هویت شخصی در حال وقوع، هویت اجتماعی به وجود می‌آید که در آن پیوندها و شباهت‌ها با افراد دارای هویت یا ویژگی‌های هویتی مشابه ایجاد می‌شود.
این دیدگاه کنش متقبل نمادین را می‌توان در مورد استفاده از سایت‌های شبکه‌های اجتماعی و نحوه ارائه هویت فرد در آن سایت‌ها به کار برد. با سایت‌های شبکه‌های اجتماعی، می‌توان هویت خود را از طریق فید خبری آنها به رخ کشید (یا پست کرد). هویت شخصی خود را در نیاز افراد به ارسال نقاط عطفی که فرد به آن دست یافته‌است، در تلاش برای متمایز ساختن خود نشان می‌دهد. هویت اجتماعی زمانی خود را نشان می‌دهد که افراد دیگران را در پست‌ها، تصاویر و غیره خود تگ کنند. هویت‌های موقعیت‌یافته ممکن است در نیاز به دفاع از چیزی در رسانه‌های اجتماعی یا استدلال‌هایی که در نظرات رخ می‌دهند، وجود داشته باشند، جایی که فرد احساس می‌کند لازم است خود را «اثبات» کند.
بروس لینک و همکارانش از این دیدگاه که یادمی‌گیریم، یا حداقل می‌خواهیم، چگونه انتظار واکنش/پاسخ دیگران به چیزها را داشته باشیم، بررسی کردند که چگونه انتظارات از واکنش‌های دیگران می‌تواند بر انگ بیماری روانی تأثیر بگذارد. شرکت کنندگان در این مطالعه افراد مبتلا به روان پریشی بودند که به سوالات مربوط به تبعیض، انگ و طرد پاسخ دادند. هدف این مطالعه تعیین اینکه آیا انتظارات دیگران بر انگ درونی شرکت کنندگان، طرد پیش‌بینی شده، نگرانی در مورد ماندن در داخل و غیره تأثیر می‌گذارد یا خیر بود. نتایج نشان داد که سطوح بالای ننگ درونی شده فقط در اقلیت وجود دارد، با این حال، پیش‌بینی رد، آگاهی نسبت به انگ، تبعیض درک شده کاهش ارزش و نگرانی در مورد ماندن در شرکت‌کنندگان شایع‌تر بود. این ادراکات با پیامدهای گوشه‌گیری، عزت نفس و گوشه‌گیری از خویشاوندان همبستگی داشت. این مطالعه نشان داد که پیش‌بینی طرد شدن بیشترین نقش را در انگ‌های درونی ایفا می‌کند.
* کاربردهای نقش‌های اجتماعی
کنش متقابل نمادین می‌تواند برای تشریح مفهوم نقش اجتماعی و مطالعه بیشتر روابط بین دوستان مورد استفاده قرار گیرد. یک نقش اجتماعی زمانی آغاز می‌شود که یک فرد تعامل با افراد دیگری را آغاز کند که شامل یک حلقه اجتماعی است که آغازگر آن پایانه مرکزی است، مراحل انباشته وظایف و حقوقی که توسط شخص مرکزی و سایر شرکت کنندگان در این حلقه اجتماعی انجام می‌شود. این دایره پویا را تقویت می‌کند. این گروه‌های اجتماعی جدا از نقش محوری، از مشارکت‌کنندگانی تشکیل می‌شوند که از شخصیت محوری بهره می‌برند و کسانی که واجد شرایط و توانایی کمک به نقش مرکزی برای دستیابی به اهداف مورد نظر هستند. نقش‌ها در پویایی نقش اجتماعی از پیش تعیین نشده‌اند، اگرچه فرهنگ رایج یک جامعه خاص معمولاً ساختاری پیش‌فرض برای اکثر نقش‌های اجتماعی دارد. علیرغم این واقعیت که فرهنگ غالب یک جامعه خاص معمولاً تأثیر زیادی بر شکل‌گیری غریزی ساختارها در گروه‌های اجتماعی دارد و نقش‌ها در گروه‌های اجتماعی در نهایت بر اساس تعاملات رخ داده بین شخصیت مرکزی و سایر شرکت‌کنندگان بالقوه در این نقش شکل می‌گیرد. برای مثال، اگر یک فرد مرکزی نقش اجتماعی یک افسر پلیس باشد، این نقش اجتماعی می‌تواند شامل قربانیان، هم تیمی‌ها، اپراتورها، اعزام کننده، مظنونین احتمالی، ستوان باشد. نقش‌های اجتماعی را می‌توان با اتفاقات صورت‌بندی کرد، اما نمی‌توان از پیکربندی مجدد اجتناب‌ناپذیر مبادلات چند جانبه تعهدات هر نقش در یک نقش اجتماعی فرار کرد. (لوپاتا ۱۹۶۴). از طریق این دریچه، بررسی نقش‌های اجتماعی مختلف پذیراتر و قابل دسترس‌تر می‌شود که همین تأثیر را در بررسی دوستی و سایر مشاغل نیز دارد.

## انتقادات
کنش متقابل‌گرایان نمادین اغلب مورد انتقاد قرار می‌گیرند که در روش پژوهش بیش از حد امپرسیونیست و در نظریه‌های خود تا حدودی غیرسیستماتیک هستند. گفته می‌شود این نظریه، یک نظریه علمی نیست بلکه چارچوبی برای بسیاری از نظریه‌های مختلف دیگر است. بعلاوه، برخی از نظریه‌پردازان به سبب عدم آزمون‌پذیری، با نظریه کنش متقابل نمادین مسئله دارند. این مخالفت‌ها، همراه با تمرکز نسبتاً ضعیف پژوهش‌های کنش متقابلی در کنش متقابل گروه‌های کوچک و سایر مسایل روان‌شناختی اجتماعی، اردوگاه کنش متقابل‌گرایی را به موقعیتی ضعیف در میان جامعه‌شناسان (هرچند یک اقلیت نسبتاً قابل توجه) کاهش داده‌است. بیشتر این انتقادات در دهه ۱۹۷۰ در ایالات متحده هنگامی مطرح شد که رویکردهای کمی جامعه‌شناسی غالب بود و شاید مشهورترین آنها آلوین گولدنر باشد.

### چارچوب و نظریه‌ها
برخی از نقدهای کنش متقابل نمادین بر این فرض استوار است که این یک نظریه است و نقدها معیارهای یک نظریه «خوب» را در مورد چیزی اعمال می‌کنند که ادعای نظریه بودن ندارد. برخی از منتقدان هنگامی که به دنبال نظریه‌های خاص هستند، چارچوب کنش متقابل نمادین را بسیار گسترده و کلی می‌دانند. کنش متقابل نمادین یک چارچوب نظری است تا یک نظریه و می‌توان آن را بر اساس مفهوم سازی‌های مؤثر ارزیابی کرد. چارچوب نظری، مانند هر چارچوب نظری، زمانی که به تحلیل شواهد تجربی یا پیش‌بینی نتایج در زندگی اجتماعی می‌رسد، مبهم است. به عنوان یک چارچوب و نه یک نظریه، بسیاری از محققان استفاده از آن را دشوار می‌دانند. کنش متقابل نمادین به عنوان یک چارچوب و نه یک نظریه، آزمایش کنش متقابل را به روشی غیرممکن می‌کند که یک ادعای نظری خاص در مورد رابطه بین متغیرهای خاص در یک زمینه معین اجازه می‌دهد. برخلاف چارچوب کنش متقابل نمادین، بسیاری از نظریه‌های برگرفته از کنش‌گرایی نمادین، مانند نظریه نقش و نسخه‌های نظریه هویت که توسط شلدون استرایکر ایجاد شده‌است، و همچنین پیتر برک و همکارانش، مفاهیم و روابط بین آنها را در یک زمینه مشخص به وضوح تعریف کنید، بنابراین فرصتی برای توسعه و آزمایش فرضیه‌ها فراهم می‌شود. علاوه بر این، به ویژه در میان کنش‌گرایان فرآیندی بلومری، تعداد زیادی از مفهوم‌سازی‌های بسیار مفید در طیف بسیار وسیعی از زمینه‌های اجتماعی، انواع جمعیت‌ها، انواع رفتارها، و فرهنگ‌ها و خرده فرهنگ‌ها توسعه یافته و به کار گرفته شده‌اند.

### ساختار اجتماعی
کنش متقابل نمادین اغلب با ساختار اجتماعی در رابطه و مرتبط است. این مفهوم نشان می‌دهد کنش متقابل نمادین ساخت واقعیت اجتماعی افراد است. همچنین بیانگر این است که از منظر واقع بینانه، تفاسیری که انجام می‌شود تفاوت چندانی نخواهد داشت. وقتی واقعیت یک موقعیت تعریف می‌شود، موقعیت به یک واقعیت معنادار تبدیل می‌شود. این شامل انتقادات روش شناختی، و مسائل جامعه شناختی انتقادی است. تعدادی از تعامل گرایان نمادین به این موضوعات پرداخته‌اند که مشهورترین کنش متقابل نمادین گرای ساختاری، شلدون استرایکر است. و فرمول بندی‌های کنش متقابل گرایی که به شدت تحت تأثیر این رویکرد قرار گرفته‌اند (که گاهی به آن مکتب ایندیانا کنش متقابل نمادین می‌گویند)، از جمله آثار دانشمندان کلیدی در جامعه‌شناسی و روان‌شناسی با استفاده از روش‌ها و نظریه‌های مختلف با استفاده از نسخه ساختاری. تعامل گرایی که در مجموعه ای در سال ۲۰۰۳ با ویرایش پیتر بورک و همکاران ارائه شده‌است. یکی دیگر از گونه‌های ساختاری مشهور کنش متقابل نمادین که روش‌های کمی را به کار می‌گیرد، فرمول مانفورد اچ. کوهن است که اغلب در ادبیات جامعه‌شناسی به عنوان «مکتب آیووا» از آن یاد می‌شود. نظریه دستور مذاکره یک رویکرد ساختاری را نیز اعمال می‌کند.

#### زبان
زبان به عنوان منبع تمام معانی در نظر گرفته می‌شود. بلومر چندین ویژگی اصلی کنش متقابل‌گرایی اجتماعی را روشن می‌کند. اکثر مردم چیزها را براساس تکلیف و هدف تفسیر می‌کنند. کنش متقابل پس از مشخص شدن معنای چیزی اتفاق می‌افتد. این مفهوم معنا همان چیزی است که شروع به ساخت چارچوب واقعیت اجتماعی می‌کند. بلومر با همسویی واقعیت اجتماعی پیشنهاد می‌کند که زبان معنای تعامل است. ارتباطات، به ویژه در قالب کنش متقابل‌گرایی نمادین با زبان ارتباط دارد. زبان انواع و اقسام ارتباطات، کلامی و غیرکلامی را آغاز می‌کند. بلومر این منبع معنا را به عنوان ارتباطی تعریف می‌کند که ناشی از کنش متقابل اجتماعی است که افراد با یکدیگر دارند.

#### دیدگاه انتقادی
به گفته نظریه‌پرداز اجتماعی، پاتریشیا بربانک، مفاهیم ویژگی‌های هم‌افزایی و واگرایی چیزی است که دیدگاه انسان‌ها را به عنوان موجودات اجتماعی شکل می‌دهد. این دو مفهوم به دلیل دیدگاهی که نسبت به آزادی انسان دارند، سطح تمرکزشان از یک جهت متفاوت است. به باور بربانک، کنش‌ها بر اساس اثرات موقعیت‌هایی رخ می‌دهند که در طول فرایند تعامل اجتماعی وجود دارد. یکی دیگر از عوامل مهم در موقعیت‌های معنادار، محیطی است که تعامل اجتماعی در آن رخ می‌دهد. محیط بر تعامل تأثیر می‌گذارد، که منجر به یک گروه مرجع می‌شود و با دیدگاه ارتباط برقرار می‌کند و سپس به تعریفی از موقعیت نتیجه می‌دهد. این گام‌های مناسب برای تعریف یک موقعیت را نشان می‌دهد. پس از مشخص شدن وضعیت، تأیید کنش صورت می‌گیرد. سپس تفسیری بر آن عمل انجام می‌شود که در نهایت ممکن است بر دیدگاه، کنش و تعریف تأثیر بگذارد.
استرایکر تأکید می‌کند جهان جامعه‌شناسی به‌طور کلی، بادوام‌ترین و زنده‌ترین چارچوب فکری است. نظریه کنش متقابل اجتماعی با ساخته شدن از افکار و خودباوری ما، هدف همه تعاملات انسانی است و چیزی است که باعث وجود جامعه می‌شود. این به انتقاد از چارچوب کنش متقابل نمادین به دلیل ناتوانی در توضیح ساختار اجتماعی و همچنین به انتقاداتی مبنی بر اینکه نظریه‌های کنش متقابل نمی‌توانند از طریق پژوهش کمی ارزیابی شوند، دامن می‌زند و نمی‌تواند ابطال‌پذیری یا آزمایش تجربه‌گرایی باشد. چارچوب برای نظریه کنش متقابل نمادین مهم است، زیرا برای شکل‌گیری ساختار اجتماعی، پیوندهای ارتباطی خاصی وجود دارد که باید برای بروز تعامل ایجاد شود. بسیاری از اصول اساسی چارچوب کنش متقابل نمادین را می‌توان در طیف وسیعی از کارهای جامعه‌شناختی و روان‌شناختی یافت بدون اینکه صریحاً به عنوان کنش متقابل ذکر شود، و با توجه به پذیرش عمومی مفروضات آن به عنوان «دانش مشترک»، تشخیص تأثیر کنش متقابل نمادین را دشوار می‌سازد.
مسئله دیگر این مدل از دو جهت قابل طرح است:
1. عواطف انسانی را خیلی در نظر نمی‌گیرد، به این معنا، نظریه کنش متقابل نمادین کاملاً روانی نیست و
2. به ساختار اجتماعی به میزان محدودی علاقمند است، به این معنا، نظریه کنش متقابل نمادین کاملاً جامعه‌شناختی نیست. این ناتوانی‌ها معنا را به‌عنوان چیزی تعریف می‌کنند که به‌طور طبیعی در یک تعامل تحت شرایط خاصی رخ می‌دهد، نه با در نظر گرفتن زمینه اجتماعی اساسی که تعامل در آن قرار می‌گیرد. از این منظر، معنا منبعی ندارد و واقعیت اجتماعی را فراتر از آن چیزی درک نمی‌کند که انسان‌ها با تعابیر خود خلق می‌کنند.[۴۰]

نقد دیگری که به نظریه کنش متقابل نمادین وارد است، بیشتر متوجه خود نظریه‌پردازان است. آنها توجه چندانی به تاریخچه این رویکرد جامعه‌شناختی ندارند. این موضوع درک سطحی ایجاد می‌کند و می‌تواند موضوع را به دلیل عدم سازماندهی در آموزه‌های آن برای ارتباط با سایر نظریه‌ها یا مطالعات، برای آموزش سخت کند.

## انجمن مطالعه کنش متقابل نمادین
انجمن مطالعه کنش متقابل نمادین (SSSI) یک سازمان حرفه‌ای بین‌المللی برای دانشمندانی است که علاقه‌مند به مطالعه کنش متقابل نمادین هستند. SSSI همزمان با نشست انجمن جامعه‌شناسی آمریکا (ASA) و انجمن مطالعه مسایل اجتماعی یک کنفرانس برگزار می‌کند. این کنفرانس معمولاً در ماه اوت برگزار می‌شود و SSSI هر بهار سمپوزیوم Couch-Stone را برگزار می‌کند. انجمن بورس تحصیلی سفر را برای اعضای دانشجویی فراهم می‌کند که علاقه‌مند به شرکت در کنفرانس سالانه هستند. در کنفرانس سالانه SSSI در دسته‌های مختلف کنش متقابل نمادین جوایز را اهدا می‌کند. بعلاوه، برخی از جوایز به اعضای دانشجویی جامعه تعلق می‌گیرد. جایزه خودکارشناسی و روایت شخصی الیس-بوچنر سالانه توسط وابسته SSSI انجمن ارتباطات ملی برای بهترین مقاله، مقاله یا فصلی از کتاب در مورد خودقوم‌نگاری و پژوهش‌های روایت شخصی اهدا می‌شود. این جایزه به نام کارشناسان مشهور صنعت خودرو، کارولین الیس و آرت بوچنر نامگذاری شده‌است. این انجمن همچنین یک فصلنامه را تحت عنوان «فصلنامه کنش متقابل نمادین» حمایت مالی می‌کند و یک خبرنامه با نام «یادداشت‌های SSSI» منتشر می‌کند.
همچنین دارای یک شعبه اروپایی است که کنفرانسی سالانه را ترتیب می‌دهد که کنش متقابل‌گرایان نمادین اروپا را ادغام می‌کند.

## آثار ذکر شده
- بلومر، هربرت، ۱۹۷۳: یادداشتی در مورد کنش متقابل نمادین، بررسی جامعه‌شناختی آمریکایی ۳۸(۶).
- بربنک، پاتریشیا، ۳ ژانویه ۲۰۱۰: کنش متقابل نمادین و دیدگاه انتقادی: واگرا یا هم افزایی؟ فلسفه پرستاری.
- پروس، رابرت، ۱۹۹۶: کنش متقابل نمادین و پژوهش قوم نگاری: بین الاذهانی و مطالعه تجربه زیسته انسان، آلبانی، نیویورک: انتشارات دانشگاه ایالتی نیویورک.
- استرایکر، شلدون، ۱۹۹۹: حیات بخشیدن به کنش متقابل نمادین، فصلنامه روان‌شناسی اجتماعی ۵۰:۸۳. وب

## مطالعهٔ بیشتر
- Atkinson, Paul, and William Housley. 2003. Interactionism. London: SAGE. (https://us.sagepub.com/en-us/nam/interactionism/book208816)
- Altheide. David L. 2013 "Terrorism and the national security university: Public order redux." 40th Anniversary of Studies in Symbolic Interaction, Emerald.
- Blumer, Herbert. 1962. "Society as Symbolic Interaction." In Human Behavior and Social Process: An Interactionist Approach, edited by Arnold M. Rose. Houghton-Mifflin. (Reprinted in Blumer, 1969).
- Blumer, Herbert. 1971. "Social Problems as Collective Behavior." Journal of Economics and Sociology.
- Brissett, Edgley. .1974. Life as Theater. Chicago.
- Carter, Michael J. , and Celine Fuller. 2015. "Symbolic Interactionism." Sociopedia. DOI: 10.1177/205684601561.
- Handberg, Charlotte, Sally Thorne, Julie Midtgaard, Claus Vinther Nielsen, and Kirsten Lomborg. 2015. “Revisiting symbolic interactionism as a theoretical framework beyond the grounded theory tradition. ” Qualitative Health Research 25(8):1023–32. DOI:10.1177/1049732314554231.
- Johnson, John J. 2013. "The contributions of the California Sociologies to the diversity and development of symbolic interaction" 40th Anniversary of Studies in Symbolic Interaction. Emerald.
- Jeon, Yun‐Hee. 2004. "The Application of Grounded Theory and Symbolic Interactionism." Scandinavian Journal of Caring Sciences 18(3):249–56
- Lehn, Dirk vom, and Will Gibson. 2011. "Interaction and Symbolic Interactionism." In Symbolic Interaction. Society for the Study of Symbolic Interaction.
- Liamputtong, Pranee, and Douglas Ezzy. 2005. Qualitative Research Methods. New York: Oxford University Press.
- Milliken, P. J. , and Rita Schreiber. 2012. "Examining the nexus between grounded theory and symbolic interactionism." International Journal of Qualitative Methods 11(5):684–96.
- Manning, Philip, and David R. Maines. 2003. "Editorial Introduction: Theory and Method in Symbolic Interactionism." Symbolic Interaction 26(4):497–500. ProQuest Central; Research Library; Sociological Abstracts.
- Plummer, Ken. n.d. A World in the Making: Symbolic Interactionism in the Twentieth Century. Print.
- Plummer, Kenneth. 1975. Sexual Stigma: An Interactionist Account. London: Routledge and Kegan Paul.
- Rock, Paul Elliott. 1979. The Making of Symbolic Interactionism. London: Palgrave Macmillan. (https://www.palgrave.com/gp/book/9781349040841)
- Schneider Christopher J. , and Daniel Trottier. 2013. "Social media and the 2011 Vancouver riot" 40th Anniversary of Studies in Symbolic Interaction. Emerald.
- Vannini, Phillip. 2011. "Nonrepresentational theory and symbolic interactionism: Shared perspectives and missed articulations." Symbolic Interaction 32(3): 282–6. DOI:10.1525/si.2009.32.3.282.